# Rhodamin 123
Rhodamin 123 ist ein fluoreszierender Xanthenfarbstoff aus der Gruppe der kationischen Farbstoffe aus der Rhodamin-Familie.

## Eigenschaft
Die Absorption von Rhodamin 123 erreicht ihr Maximum bei etwa 505 nm und die Lumineszenz ist bei Verwendung als Laserfarbstoff bei etwa 560 nm einstellbar. Seine Lumineszenzquantenausbeute beträgt 0,90.

## Verwendung
Rhodamin 123 wird häufig als Tracer-Farbstoff in Wasser verwendet, um die Geschwindigkeit und Richtung von Strömung und Transport zu bestimmen.
Rhodamin-Farbstoffe sind fluoreszierend und können daher einfach und kostengünstig mit Fluorimetern nachgewiesen werden. Rhodamin-Farbstoffe werden häufig bei biotechnologischen Anwendungen wie Fluoreszenzmikroskopie, Durchflusszytometrie, Fluoreszenzkorrelationsspektroskopie und ELISA eingesetzt.
Die Rhodaminfluoreszenz kann zur Messung der Membranpolarisation in Lebendzelltests sowohl in Mitochondrien als auch bei Bakterien verwendet werden.  Diese Verwendung beruht auf der Tatsache, dass sich Rhodamin 123 in Membranen auf eine Weise anreichert, die von der Membranpolarisation abhängig ist.